# Czysta (film)
Czysta (język org. Clean) - film dramatyczny w reżyserii Oliviera Assayasa, wyprodukowany w 2004 roku jako koprodukcja francusko-kanadyjsko-brytyjska.

## Fabuła
Emily Wang, pracowała jako vidżejka w jednym z kanadyjskich klubów. Kobieta ma za sobą związek z Lee Hauserem, muzykiem rockowym a także wyrok sześciu miesięcy więzienia za posiadanie narkotyków. Po odbyciu kary Emily decyduje zmienić swoje dotychczasowe życie i zamknąć burzliwy etap w swoim życiorysie. W tym celu wyjeżdża do Paryża gdzie podejmuje prace w chińskiej restauracji. Mimo zmiany miejsca zamieszkania, Emily popada w uzależnienie od metadonu. Wszystko zmienia pojawienie się Albrechta, ojca Lee. Od tego momentu jej życie ulega diametralnej zmianie.

## Obsada
- Maggie Cheung - Emily Wang
- Nick Nolte - Albrecht Hauser
- Béatrice Dalle - Elena, przyjaciółka Emily
- Jeanne Balibar - Irene Paolini, były pracodawca Emily
- Emily Haines - jako ona sama

## Nagrody
57. MFF w Cannes
- Najlepszy film - nominacja
- Najlepsza aktorka - Maggie Cheung